# 王格尔塘镇
王格尔塘镇，是中华人民共和国甘肃省甘南藏族自治州夏河县下辖的一个乡镇级行政单位。

## 行政区划
王格尔塘镇下辖以下地区：
王格尔塘村、吉赫仁村、崖玉村、洒索玛村、阿子合村和格尔仓村。